# Eternity (album av Anathema)
Eternity är ett musikalbum utgivet 1996 av den brittiska musikgruppen Anathema. Albumet markerar bandets övergång från doom metal till gothic metal. 

## Låtar på albumet
1. "Sentient" (D. Cavanagh) – (2:59)
2. "Angelica" (text: Patterson, musik: D. Cavanagh) – (5:50)
3. "The Beloved" (text: V. Cavanagh, musik: D. Cavanagh) – (4:44)
4. "Eternity, Pt. I" (Patterson) – (5:35)
5. "Eternity, Pt. II" (Patterson) – (3:11)
6. "Hope" (David Gilmour, Roy Harper) – (5:55)
7. "Suicide Veil" (text: Patterson, musik: by D. Cavanagh, Patterson) – (5:10)
8. "Radiance" (D. Cavanagh) – (5:52)
9. "Far Away" (Patterson) – (5:30)
10. "Eternity, Pt. III" (Patterson) – (4:43)
11. "Cries on the Wind" (text: Patterson, musik: D. Cavanagh, Patterson) – (5:01)
12. "Ascension" (D. Cavanagh) – (3:20)

## Medverkande
Anathema
- Vincent Cavanagh – sång, gitarr
- John Douglas – trummor
- Duncan Patterson – basgitarr
- Danny Cavanagh – gitarr, keyboard

Bidragande musiker
- Michelle Richfield – sång
- Les Smith – keyboard
- Roy Harper – tal på "Hope"

Produktion
- Tony Platt – musikproducent, ljudtekniker
- Martin Wilding – assisterande ljudtekniker
- Jan Anderson – mastering
- Porl Medlock – foto
- Mez – omslagskonst